# Supercopa de España de Baloncesto 2020
La Supercopa de España de Baloncesto 2020 o Supercopa Endesa fue la 17.ª edición del torneo desde que está organizada por la ACB y la 21.ª desde su fundación. Se disputó en el Pabellón Insular Santiago Martín de San Cristóbal de La Laguna durante los días 12 y 13 de septiembre de 2020. El sorteo de las eliminatorias se realizó el día 29 de julio.
En esta edición el Real Madrid conquistó su séptimo título de Supercopa de España, superando al FC Barcelona en el palmarés.

## Equipos participantes
Los equipos participantes de acuerdo a los criterios de participación establecidos por la ACB fueron:
| Equipo              | Clasificación                         | Participación |
| ------------------- | ------------------------------------- | ------------- |
| TD Systems Baskonia | Campeón de la Liga Endesa             | 13.ª          |
| Real Madrid         | Campeón de la Copa de S.M. el Rey     | 18.ª          |
| Barça               | Segundo clasificado de la Liga Endesa | 16.ª          |
| Iberostar Tenerife  | Anfitrión (invitado)                  | 1.ª           |

## Cuadro
|  | Semifinales         | Semifinales |       |             | Final | Final |  |
|  |                     |             |       |             |       |       |  |
|  |                     |             |       |             |       |       |  |
|  | Iberostar Tenerife  | 79          |       |             |       |       |  |
|  | Iberostar Tenerife  | 79          |       |             |       |       |  |
|  | Real Madrid         | 92          |       |             |       |       |  |
|  | Real Madrid         | 92          |       | Real Madrid | 72    |       |  |
|  |                     |             |       | Real Madrid | 72    |       |  |
|  |                     |             | Barça | 67          |       |       |  |
|  | TD Systems Baskonia | 68          | Barça | 67          |       |       |  |
|  | TD Systems Baskonia | 68          |       |             |       |       |  |
|  | Barça               | 72          |       |             |       |       |  |
|  | Barça               | 72          |       |             |       |       |  |
|  |                     |             |       |             |       |       |  |

### Semifinales
| 12 de septiembre de 2020, 18:30 (CEST) | TD Systems Baskonia                                                           | 68–72                    | Barça                                                   | San Cristóbal de La Laguna |  |
|                                        | Parciales: 14-22, 14-13, 17-25, 23-12                                         |                          |                                                         | |  |
|                                        | Estadísticas Peters, Vildoza 14 Henry, Giedraitis, Jekiri 5 Henry 5 Peters 16 | Reporte Pts Reb Asts Val | Estadísticas 19 Abrines 6 Mirotić 8 Calathes 19 Abrines | Pabellón: Pabellón Insular Santiago Martín Asistencia: 0 espectadores Árbitros: Sergio Manuel Rodríguez Carlos Peruga Embid José Antonio Martín Bertrán Televisión: |  |

| 12 de septiembre de 2020, 21:30 (CEST) | Iberostar Tenerife                                          | 79–92                    | Real Madrid                                                  | San Cristóbal de La Laguna |  |
|                                        | Parciales: 18-23, 24-25, 17-22, 20-22                       |                          |                                                              | |  |
|                                        | Estadísticas Huertas 17 Sulejmanović 8 Huertas 5 Huertas 17 | Reporte Pts Reb Asts Val | Estadísticas 18 Fernández 8 Randolph 7 Campazzo 18 Fernández | Pabellón: Pabellón Insular Santiago Martín Asistencia: 0 espectadores Árbitros: Jordi Aliaga Solé Fernando Calatrava Cuevas José Ramón García Ortiz Televisión: |  |

### Final
| 13 de septiembre de 2020, 18:30 (CEST) | Real Madrid                                               | 72–67                    | Barça                                                                 | San Cristóbal de La Laguna |  |
|                                        | Parciales: 18-14, 13-18, 19-17, 22-18                     |                          |                                                                       | |  |
|                                        | Estadísticas Campazzo 21 Tavares 7 Campazzo 2 Campazzo 19 | Reporte Pts Reb Asts Val | Estadísticas 22 Mirotić 8 Davies 3 Davies, Hanga, Calathes 28 Mirotić | Pabellón: Pabellón Insular Santiago Martín Asistencia: 0 espectadores Árbitros: Sergio Manuel Rodríguez Òscar Perea Lorente Carlos Peruga Embid Televisión: |  |